# بلفری (کنتاکی)
بلفری (به انگلیسی: Belfry) یک منطقهٔ مسکونی در ایالات متحده آمریکا است که در شهرستان پایک، کنتاکی واقع شده‌است. بلفری ۳٬۴۷۸ نفر جمعیت دارد و ۲۱۷٫۰۲ متر بالاتر از سطح دریا واقع شده‌است.